# 広島県立広島西特別支援学校
広島県立広島西特別支援学校（ひろしまけんりつ ひろしまにしとくべつしえんがっこう）は、広島県大竹市にある独立行政法人国立病院機構広島西医療センター（病院）に隣接した学校で，小学部・中学部・高等部が設けられている。県内唯一の病弱を教育領域とする特別支援学校。略称は「西特」（にしとく）

## 所在地
- 〒739-0651　広島県大竹市玖波4丁目6-10

## 学部
- 小学部
- 中学部
- 高等部

## クラブ
- リアライズ
- 総合スポーツ
- ミュージック
- パソコン
- 同好会（美術）

## 沿革
- 1963年（昭和38年）4月1日 - 広島県養護学校の設置に併せ、廿日市市に同校の原分校として設置。
- 1968年（昭和43年）4月1日 - 広島県広島養護学校原分校に名称変更。
- 1968年（昭和43年）10月1日 - 広島県立広島養護学校原分校に名称変更。
- 1970年（昭和45年）5月1日 - 新校舎完成。
- 1973年（昭和48年）4月1日 - 広島県立原養護学校として独立する。
- 1994年（平成6年）2月25日 - プール完成。
- 2005年（平成17年）7月1日 - 現在地である大竹市に新築移転し、広島県立広島西養護学校に改称。
- 2007年（平成19年）4月1日 - 校名を「広島県立広島西養護学校」から「広島県立広島西特別支援学校」に名称変更。